# Turneriprocris dolens
Turneriprocris dolens är en fjärilsart som beskrevs av Walker 1854. Turneriprocris dolens ingår i släktet Turneriprocris och familjen bastardsvärmare. Inga underarter finns listade i Catalogue of Life.